# Natação nos Jogos Pan-Americanos de 2015 - Revezamento 4x100 m medley feminino
As competições do revezamento 4x100 metros medley feminino da natação nos Jogos Pan-Americanos de 2015 foram realizadas em 18 de julho no Centro Aquático CIBC Pan e Parapan-Americano, em Toronto.

## Calendário
Horário local (UTC-4).
| Data        | Horário | Fase          |
| ----------- | ------- | ------------- |
| 18 de julho | 11:29   | Eliminatórias |
| 18 de julho | 20:29   | Final         |

## Medalhistas
|  | USA Estados Unidos                                         |  | CAN Canadá                                                                                             |  | BRA Brasil                                                                                               |
|  | Natalie Coughlin Katie Meili Kelsi Worrell Allison Schmitt |  | Dominique Bouchard Rachel Nicol Noemie Thomas Chantal van Landeghem Tera van Beilen Sandrine Mainville |  | Etiene Medeiros Jhennifer Conceição Daynara de Paula Larissa Oliveira Natalia de Luccas Beatriz Travalon |

## Recordes
Antes desta competição, os recordes mundiais e pan-americanos da prova eram os seguintes:
| Tipo                             | Atleta         | Tempo   | Local       | Data                  |
| -------------------------------- | -------------- | ------- | ----------- | --------------------- |
|                                  | Estados Unidos | 4m52s05 | Londres     | 4 de agosto de 2012   |
| Recorde dos Jogos Pan-Americanos | Estados Unidos | 4m01s00 | Guadalajara | 21 de outubro de 2011 |

## Resultados

### Eliminatórias
A eliminatória foi realizada em 18 de julho. 
| Pos. | Bateria | Raia | Nadador | Nacionalidade      | Tempo   | Nota |
| ---- | ------- | ---- | --- | ------------------ | ------- | ---- |
| 1    | 1       | 4    | Natalie Coughlin (59.20 ) Katie Meili (1:06.57) Kelsi Worrell (57.63) Allison Schmitt (53.95)              | USA Estados Unidos | 3:57.35 | Q,   |
| 2    | 1       | 5    | Dominique Bouchard (1:01.18) Tera van Beilen (1:09.04) Noemie Thomas (58.30) Sandrine Mainville (53.76)    | CAN Canadá         | 4:02.28 | Q    |
| 3    | 1       | 3    | Natalia de Luccas (1:03.07) Beatriz Travalon (1:10.08) Daynara de Paula (1:01.09) Larissa Oliveira (56.82) | BRA Brasil         | 4:11.06 | Q    |
| 4    | 1       | 1    | Estela Davis (1:04.09) Byanca Rodriguez (1:09.62) Diana Luna (1:01.73) Liliana Ibáñez (57.19)              | MEX México         | 4:12.63 | Q    |
| 5    | 1       | 6    | Andrea Berrino (1:03.50) Macarena Ceballos (1:11.50) Belen Diaz (1:03.86) Aixa Triay (56.80)               | ARG Argentina      | 4:15.66 | Q    |
| 6    | 1       | 2    | Jeserik Pinto (1:03.99) Mercedes Toledo (1:13.14) Isabella Paez (1:01.86) Andrea Garrido (1:01.23)         | VEN Venezuela      | 4:20.22 | Q    |
| 7    | 1       | 7    | Danielle Boothe (1:06.78) Breanna Roman (1:13.60) Trudian Patrick (1:04.49) Alia Atkinson (59.31)          | JAM Jamaica        | 4:24.18 | Q    |
| 8    | 1       | 8    | Andrea Cedrón (1:09.10) Paula Tamashiro (1:16.74) McKenna de Bever (1:07.97) Jessica Cattaneo (58.81)      | PER Peru           | 4:32.62 | Q    |

### Final
A final A foi realizada em 15 de julho. 
| Pos.              | Raia | Nadador                                                                                                   | Nacionalidade      | Tempo   | Notas                            |
| ----------------- | ---- | --- | ------------------ | ------- | -------------------------------- |
| Medalha de ouro   | 4    | Natalie Coughlin (59.05 ) Katie Meili (1:06.06) Kelsi Worrell (57.34) Allison Schmitt (54.08)             | USA Estados Unidos | 3:56.53 | Recorde dos Jogos Pan-Americanos |
| Medalha de prata  | 5    | Dominique Bouchard (1:00.85) Rachel Nicol (1:06.78) Noemie Thomas (57.58) Chantal van Landeghem (53.30)   | CAN Canadá         | 3:58.51 |                                  |
| Medalha de bronze | 3    | Etiene Medeiros (1:00.65) Jhennifer Conceição (1:08.50) Daynara de Paula (58.41) Larissa Oliveira (54.96) | BRA Brasil         | 4:02.52 |                                  |
| 4                 | 2    | Andrea Berrino (1:02.09) Macarena Ceballos (1:09.73) Belen Diaz (1:00.93) Aixa Triay (55.49)              | ARG Argentina      | 4:08.24 | Recorde nacional                 |
| 5                 | 6    | Maria González (1:01.37) Byanca Rodriguez (1:09.09) Ana Sofia Revilak (1:01.13) Liliana Ibáñez (56.67)    | MEX México         | 4:08.26 | Recorde nacional                 |
| 6                 | 7    | Carla González (1:04.54) Mercedes Toledo (1:11.81) Isabella Paez (1:01.18) Arlene Semeco (56.35)          | VEN Venezuela      | 4:13.88 | Recorde nacional                 |
| 7                 | 1    | Danielle Boothe (1:05.89) Alia Atkinson (1:07.05) Trudian Patrick (1:04.30) Breanna Roman (57.34)         | JAM Jamaica        | 4:14.58 |                                  |
| 8                 | 8    | McKenna de Bever (1:04.92) Paula Tamashiro (1:13.61) Andrea Cedrón (1:05.81) Jessica Cattaneo (58.15)     | PER Peru           | 4:22.49 | Recorde nacional                 |

Legenda
| Recorde mundial                  | Recorde mundial (World record)               |                       | Recorde africano                      | Recorde africano (African) |                                           | Q | Classificado por posição (Qualified) |
| Recorde dos Jogos Pan-Americanos | Recorde pan-americano (Pan-American record)  | Recorde da América    | Recorde da América (Americas)         | q                          | Classificado por melhor tempo (Qualified) |   |                                      |
| Melhor marca do ano              | Melhor marca do ano (World leading)          | Recorde asiático      | Recorde asiático (Asian)              | DNS                        | Não largou (Did not start)                |   |                                      |
| Recorde nacional                 | Recorde nacional (National record)           | Recorde europeu       | Recorde europeu (European)            | DNF                        | Não terminou (Did not finish)             |   |                                      |
| Recorde pessoal                  | Recorde pessoal do atleta (Personal best)    | Recorde da Oceania    | Recorde da Oceania (Oceania)          | DSQ / DQ                   | Desclassificado (Disqualified)            |   |                                      |
| Recorde da temporada             | Recorde da temporada do atleta (Season best) | Recorde sul-americano | Recorde sul-americano (South America) | NM                         | Sem marca (No mark)                       |   |                                      |